# 763
763 (DCCLXIII) fue un año común comenzado en sábado del calendario juliano, en vigor en aquella fecha.

## Acontecimientos
- 21 de enero: cerca de la ciudad de Kufa (170 km al sur de Bagdad (Irak), el ejército abasí ―liderado por Isa ibn Musa (721-783)― derrota a los alidas en la batalla de Bajamra, dando fin a la rebelión de estos. Muere Ibrahim, hermano de Isa. Se consolida el califato abasí.
- 17 de febrero: Rebelión de An Lushan - El emperador Shi Chaoyi de Yan se ahorca para evitar ser capturado por fuerzas Tang comandadas por el renegado Li Huaixian, terminando con la rebelión de siete años contra la dinastía Tang en China.
- Junio: Batalla de Anquíalo - El emperador Constantino V envía una fuerza expedicionaria bizantina (800 barcos y 9600 montados a caballo) a Tracia para defender la ciudad fortaleza de Anquíalo en la costa del Mar Negro. Mientras tanto, Telets de Bulgaria, gobernante (khagan) del Imperio Búlgaro bloquea los Montes Balcanes y toma posiciones en las colinas cerca de Anquíalo. Durante un desesperado ataque de caballería, los búlgaros son derrotados y muchos son capturados, aunque Telets logra escapar. Constantino regresa triunfante a Constantinopla y mata a los prisioneros.
- Agosto: Tropas bizantinas invaden los Estados Papales en alianza con el rey Desiderio de los lombardos. El rey Pipino el Breve interviene y comienzan las negociaciones entre los lombardos y el papa Paulo I. Desiderio promete el fin de las hostilidades, a cambio de la devolución de los lombardos secuestrados por los francos.[1]
- 18 de noviembre: Fuerzas del imperio tibetano al mando de Trisong Detsen ocupan la capital Tang de Chang'an por unos días e instalan a un emperador títere.[2] Las fuerzas tibetanas se retiraron el día 30 del mismo mes.
- Ciniod I sucede a Bridei V como rey de los pictos (Escocia).

## Nacimientos
- Haito, obispo de Basilea.
- Harun al-Rashid, califa abasí (o 766).
- Wang, emperatriz Tang.

## Fallecimientos
- Bridei V, rey de los pictos.
- Domnall Midi, gran rey de Irlanda.
- Fang Guan, canciller de la dinastía Tang.
- Jianzhen, monje budista chino.
- Shi Chaoyi, emperador del estado de Yan.
- Wei Jiansu, canciller de la dinastía Tang.